# هنري أوتشي
هنري أوتشي (بالإنجليزية: Henry Uche)‏ هو لاعب كرة قدم نيجيري في مركز الوسط، ولد في 18 أغسطس 1990 في لاغوس في نيجيريا. شارك مع منتخب نيجيريا تحت 20 سنة لكرة القدم ومنتخب نيجيريا لكرة القدم. أما مع النوادي، فقد لعب مع نادي إنييمبا إنترناشونال ونادي كوكسي.

## وصلات خارجية
- هنري أوتشي على موقع قاعدة بيانات كرة القدم.إي يو (الإنجليزية)
- هنري أوتشي على موقع ناشيونال فوتبول تيمز (الإنجليزية)
- هنري أوتشي على موقع Soccerway.com (الإنجليزية)